# Landschaftsschutzgebiet Haselbeke
Das Landschaftsschutzgebiet Haselbeke mit 19 ha Flächengröße liegt östlich von Hasebeck im Stadtgebiet von Lemgo. Es wurde 2009 mit dem Landschaftsplan Lemgo durch den Kreistag des Kreises Lippe als Landschaftsschutzgebiet (LSG) ausgewiesen. Das Schutzgebiet besteht aus zwei Teilflächen und liegt an der Stadtgrenze zu Blomberg.

## Beschreibung
Das LSG umfasst den 1,5 km langen Bachlauf der Haselbeke, auch Rissikbach genannt, in einem tief eingeschnittenen Tälchen mit bachbegleitendem Gehölzstreifen. Mehrere Bauernhöfe grenzen direkt an das Landschaftsschutzgebiet. In der Bachniederung befindet sich ein Flutrasen. Ein mäandrierender Zulaufbach durchfließt auch einen geschlossenen Buchenhochwald. Ein weiterer Zulaufbach entspringt in einem Buchen-Eichen-Mischwald. Ab Hasebeck fließt der Bach parallel der Hasebecker Straße, begleitet von einem artenreichen Laubwaldstreifen mit überwiegendem Erlen-Eschen-Bestand.

## Schutzzwecke für das LSG
Laut Landschaftsplan erfolgte die Ausweisung des LSG
- „zur Erhaltung und Wiederherstellung der Leistungsfähigkeit des Naturhaushaltes in ökologisch besonders wertvoll strukturierten Bereichen mit Wasser-, Klima- und Biotopschutzfunktionen,“
- „zur Erhaltung und Wiederherstellung von Quellbereichen und naturnahen Fließgewässern, Wald- und Grünlandbereichen unterschiedlicher Feuchtestufen, Feldgehölzen, Hecken und Obstwiesen,“
- „zur Erhaltung morphologisch ausgeprägter Bereiche zur Sicherung der landschaftlichen Eigenart und Vielfalt für die Erholung,“
- „zur Erhaltung wertvoller Biotopkomplexe aus Wald-Grünlandbereichen, Fließgewässern und Quellen sowie Biotopen nach § 62 LG mit wichtigen Refugial-, Puffer-, Trittstein- und Vernetzungsfunktionen,“
- „zur Erhaltung und Wiederherstellung wichtiger Rückzugsräume für die bedrohte Tier- und Pflanzenwelt,“
- „zur Sicherung der das Orts- und Landschaftsbild gliedernden und belebenden und die dörflichen Siedlungsstrukturen prägenden Freiraumelemente.“[1]

## Rechtliche Vorschriften
Im Landschaftsschutzgebiet ist unter anderem das Errichten von Bauten und Fischteichen verboten. Grün- und Brachland darf nicht in eine andere Nutzungsart umgewandelt oder umgebrochen werden.